# Letalonosilke razreda Uljanovsk
Razred Uljanovsk (rusko Улья́новск, Uljanovsk) je razred superletalonosilk na jedrski pogon Sovjetske vojne mornarice. Dokončali so samo 40 % ene letalonosilke, preden so jo razrezali.

## Zgodovina
Konstruiranje je leta 1984 prevzel Nevski konstruktorski biro pod vodstvom inženirja Leva Belova, ki ga je pozneje zamenjal J. Barfolomejev. Razred je bil prvotno zamišljen s štirimi ladjami. Te ladje bi Sovjetski vojni mornarici omogočile letalske operacije v t.i. »modri vodi« – daleč od domačega oporišča. Deloma temeljijo na načrtih za letalonosilke razreda Orel (Projekt 1153), ki prav tako ni bil nikoli zgrajen. Sprva je imel razred ime Kremelj, ki so ga pozneje spremenili v Uljanovsk. Uljanovsk (prej Simbirsk) je mesto v Rusiji, kjer se je rodil Lenin.
Uljanovsk bi imel izpodriv okoli 85.000 t, kar je več od ameriških letalonosilk razreda Forrestal, vendar manj od letalonosilk razreda Nimitz. Imel bi večjo nosilnost letal od razreda Admiral Kuznjecov in dva parna katapulta za letala. Za razliko od ameriških letalonosilk bi bil oborožen s protiladijskimi in protiletalskimi izstrelki. Uljanovsk bi imel tudi »smučarsko skakalnico«.
Jedrski reaktorji za ladjo so bili razviti na osnovi jedrskih reaktorjev križark Orlan KN-3 in bi potrebovali polnjenje samo vsakih dvanajst let zaradi visoko obogatenega urana. Razviti so bili pod vodstvom glavnega inženirja biroja OKBM J. Panova.
Gredelj je bil položen leta 1988, vendar so gradnjo prekinili pri približno 20 %. Razrez se je začel 5. februarja 1992 in končal 29. oktobra 1992.
Kitajska vojna mornarica namerava zgraditi dve jedrski letalonosilki na osnovi projekta 1143.7 Uljanovsk.

## Zrakoplovi
Na ladji naj bi bilo 68 letal in helikopterjev:
- 44 lovskih letal, kombinacija Suhoj Su-33 (Su-27K) in MiG-29K
- 6 Jak-44 za zgodnje opozarjanje
- 16 protipodmorniških helikopterjev Ka-27
- 2 Ka-27PS za iskanje in reševanje

Ladja bi imela dva parna katapulta »Majak« in štiri žice za ustavljanje pri pristajanju. Imela bi tudi tri dvigala za letala.